# Gustava Svanström
Gustava Maria Svanström, född 15 juli 1874 i Stuguns socken i Jämtland, död 21 maj 1935 i Långsele, var en svensk författare.

## Biografi
Gustava Svanström var dotter till kyrkoherden Claes Svanström och Hulda Carlman. De hade även en son, Emanuel. Fadern dog när Gustava var endast två år gammal och makan lämnades att ensam uppfostra barnen. Sex år senare gifte hon om sig med kyrkoherden Axel Fredrik Hammarström och familjen flyttade då till dennes bostad i Långsele.
Båda syskonen kom att få en gedigen skolgång. Emanuel läste till präst och fick tjänst i Långsele. Gustava gick på flickskolan i Härnösand och när studierna var klara återvände hon till Långsele och prästgården där hon kom att bo under återstoden av sitt liv.
1904 romandebuterade hon med En historia från Ådalarna och hon skrev under de följande trettio åren omkring tjugo romaner och novellsamlingar.
Gustava Svanström är begravd på Långsele kyrkogård.

### Romaner
- En historia från Ådalarna. Stockholm: Skoglund. 1904. Libris 1728695
- På Blåhammars bruk. Stockholm: Skoglund. 1905. Libris 1728696
- Långdansen : en historia om älskog. Stockholm: Wahlström & Widstrand. 1909. Libris 1618050
- Det starkaste. Stockholm: Wahlström & Widstrand. 1910. Libris 1618048
- Midsommar : roman. Stockholm: Åhlén & Åkerlund. 1913. Libris 1640191
- Släktens ansikten : roman. Stockholm: Dahlberg. 1918. Libris 1659335
- Torsgården. Uppsala: Lindblad. 1920. Libris 1659336
- Byns komedier. Stockholm: Åhlén & Åkerlund. 1923. Libris 1482724
- Prostinnan Agnetas testamente. En samling noveller för Svensk damtidning ; 7. Stockholm. 1925. Libris 8411483
- Agneta. Uppsala: Lindblad. 1929. Libris 1335307
- En fågel i handen. Stockholm: Wahlström & Widstrand. 1934. Libris 1368858
- Segraren. Stockholm: Nord. rotogravyr. 1934. Libris 1368859

### Novellsamlingar
- Daniel : berättelse. Stockholm: Skoglund. 1906. Libris 1618047
- Drömmen om morgonstjärnan : ur en prästs dagbok. Stockholm: Wahlström & Widstrand. 1907. Libris 1618049
- Vild mark : berättelser. Stockholm: Wahlström & Widstrand. 1908. Libris 1618051
- Solen bryter fram. Stockholm: Nordisk rotogravyr. 1933. Libris 1368860

### Dramatik
- Den ljusa natten. Göteborg: Åhlén & Åkerlund. 1911. Libris 1640190 - Innehåll: Den hvita Djäfvuln, Den ljusa natten, I väntsalen, Skördarna, Snöstjärnan.

### Varia
- Järn, trä och hjärtan : släktskildringar från ett järnbruk i Ångermanland. Stockholm: Wahlström & Widstrand. 1930. Libris 1227532
- Ringar på vattnet : norrländska, norska och danska minnen. Stockholm: Wahlström & Widstrand. 1933. Libris 866737

### Musiknoter
- Liljecronas hem sång för en röst med piano / ord och melodi av Gustava Svanström ; harmonisering av Hugo G. Nilsson. Stockholm: Elkan & Schildknecht. 1928. Libris 3281530